# Brigittakirche (Wien)

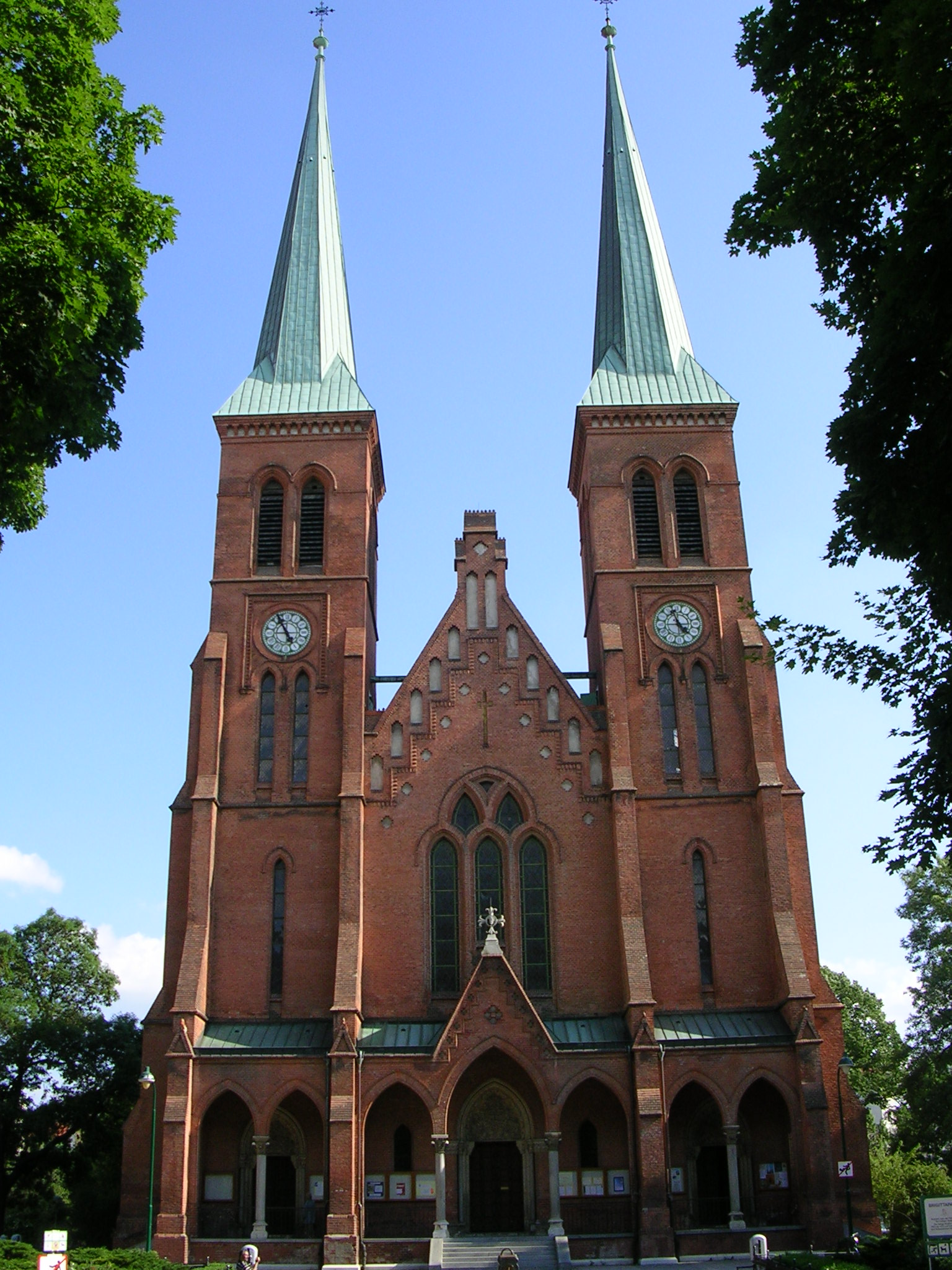
Römisch-katholische Pfarrkirche St. Brigitta in Wien

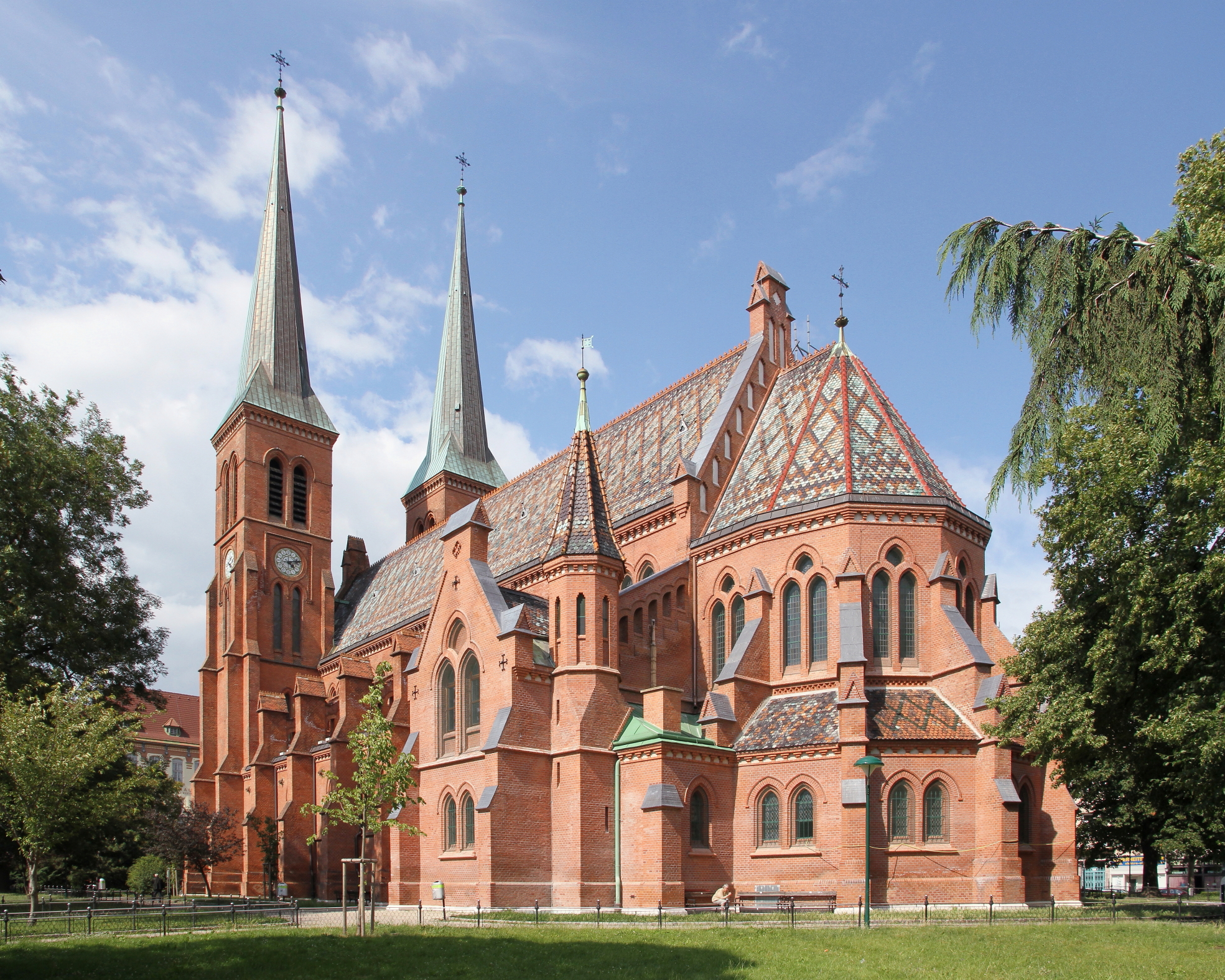
Südostansicht

Die römisch-katholische Pfarrkirche Brigittakirche steht im 20. Wiener Gemeindebezirk Brigittenau am Brigittaplatz. Sie wurde in den Jahren 1866 bis 1874 im neugotischen Stil nach Plänen des Architekten Friedrich von Schmidt errichtet und ist der heiligen Brigitta geweiht. Die Pfarre liegt im Stadtdekanat 2/20 des zur Erzdiözese Wien gehörenden Vikariates Wien Stadt.
Die Kirche ist ein nach allen Seiten freistehender neugotischer Backsteinbau, mit Doppelturmfassade. Der Bau ist eine dreischiffige Anlage mit sechs Schiffsjochen in frühgotischen Formen. Das Bauwerk steht unter Denkmalschutz.

## Geschichte
Im Jahr 1846 gelangte der Leopoldstädter Bezirksausschuss einhellig zur Ansicht, dass in der Brigittenau eine eigene Pfarre gegründet werden sollte. Demzufolge erwarb der Wiener Fürsterzbischof Kardinal Joseph Othmar von Rauscher zur Errichtung der zugehörigen Kirche 1867 vom Stift Klosterneuburg ein Grundstück. Am 17. Dezember 1867 beschloss der Wiener Gemeinderat die Errichtung der Brigittakirche, an deren Bau von 1868 bis 1874 gearbeitet wurde. Am 30. Mai 1874 fand die Schlusssteinlegung statt, am darauf folgenden Tag die Weihe der neuen Kirche durch Kardinal Rauscher. Wiederum einen Tag später wurde die Pfarre St. Brigitta kanonisch errichtet, deren südliche Grenze damals der Gaußplatz, im Norden der Brigittenauer Spitz bildete.
In Anbetracht des starken Bevölkerungswachstums vereinbarten im Jahr 1905 der Wiener Bürgermeister Karl Lueger, Weihbischof Marschall und Regierungsvertreter die Errichtung einer Notkirche in Zwischenbrücken, die als eigenständige Pfarre Zwischenbrücken von St. Brigitta im Jahr 1906 abgetrennt wurde. Eine weitere Verkleinerung des Pfarrgebietes von St. Brigitta erfolgte 1939, als die Eucharistische Gedächtniskirche, ebenfalls eine Notkirche und Vorläuferin von St. Johann Kapistran, zu einer eigenen Pfarrgemeinde erhoben wurde.
Am 22. März 1945 wurde sowohl die Brigittakirche als auch der zugehörige Pfarrhof im Zuge der Kampfhandlungen des Zweiten Weltkriegs durch Bomben und Luftminen schwer beschädigt. Die Wiederherstellung beider Gebäude konnte 1948 abgeschlossen werden.
1950 wurde durch die Errichtung der Pfarre Muttergottes im Augarten erneut ein Teil des Pfarrgebietes von St. Brigitta abgetrennt, im Jahr 1959 entstand zudem die Notkirche Eisfabrik in der Klosterneuburger Straße auf Initiative von Prälat Josef Gorbach. 1972 wurde die Brigittakirche durch ein Erdbeben schwer beschädigt, in dessen Folge der alte Pfarrhof abgerissen werden musste. 1973 und 1974 erfolgte die Außenrenovierung der Kirche zur Behebung der Erdbebenschäden, im gleichen Jahr wurde auch ihr 100-Jahre-Jubiläum gefeiert.
Die letzte Verkleinerung des Pfarrgebietes von St. Brigitta wurde 1978 mit der Errichtung der Pfarrexpositur Zum göttlichen Erlöser durchgeführt. Seither bestehen die heutigen Pfarrgrenzen.
In den Jahren 1984 und 1985 wurde der Innenraum der Kirche renoviert.

## Architektur

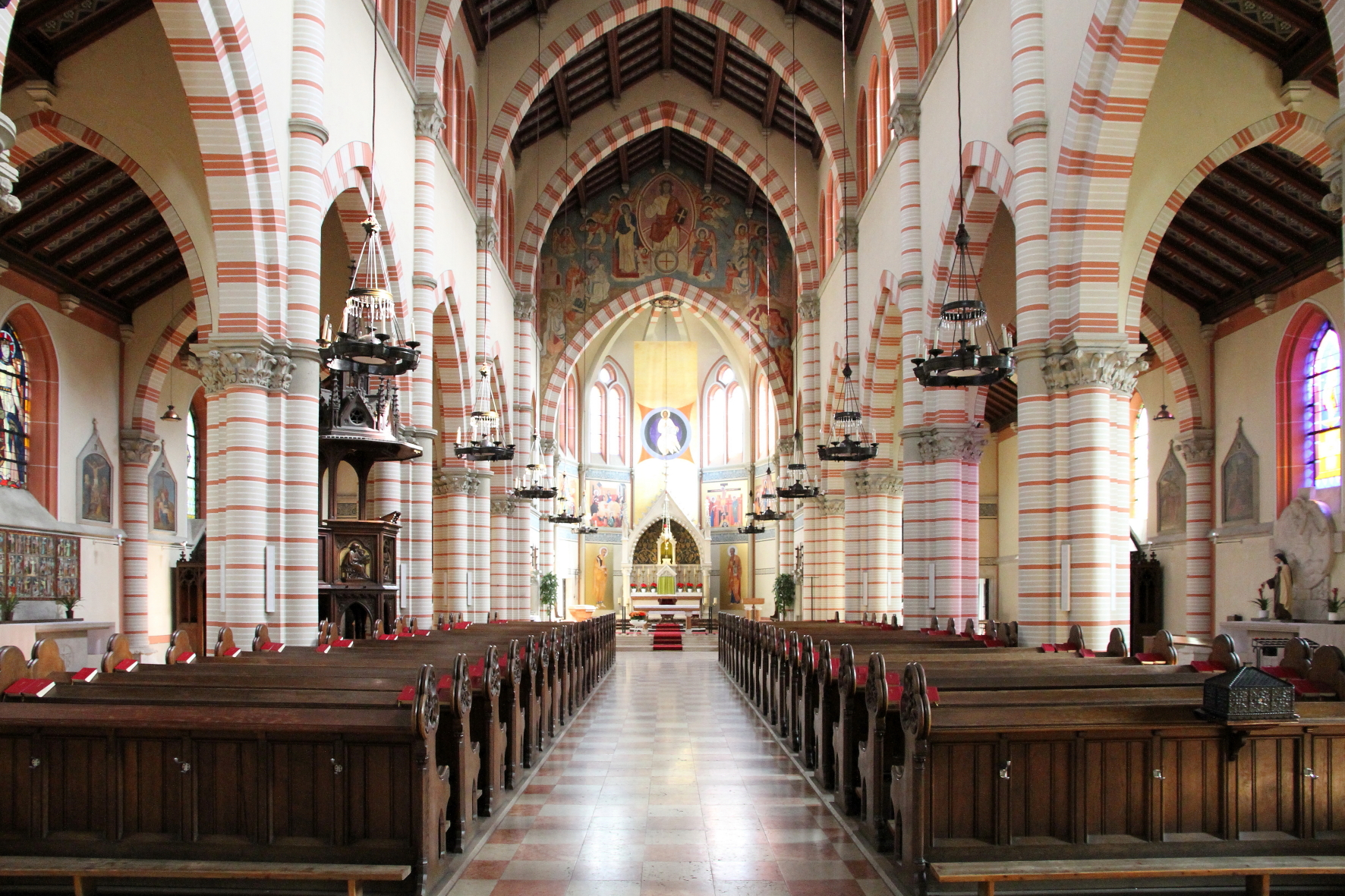
Innenansicht Richtung Hochaltar

Die Brigittakirche wurde als neugotischer Backsteinbau mit Doppeltürmen nach Entwürfen des Architekten und Dombaumeisters Friedrich von Schmidt errichtet, die Bauleitung dabei hatte Richard Jordan inne.
Das Langhaus der Kirche, das dreischiffig querschifflos und sechsjochig errichtet wurde, ist 60 m lang, 20,5 m breit und 19 m hoch.
Im Gegensatz zu anderen neugotischen Kirchen in Wien weist das Langhaus keine Kreuzgewölbe auf, sondern lediglich quer angeordnete Spitzbögen. Das Steildach des Langhauses und des Chores ist mit farbigen Ziegeln bedeckt.

## Ausstattung
Das Bildnis am Hochaltar stammt von Franz Hohenberger. Die von  Ludwig Mayer im Presbyterium gemalten Fresken mit Szenen aus dem Leben der Hl. Brigitta wurden zerstört.
Am 8. Oktober 1986 wurde in der Kirche eine Brigittastatue des Künstlers Engelbert Häupl aufgestellt.
Anlässlich der Seligsprechung von Sr. Maria Restituta als Märtyrerin am 21. Juni 1998 befindet sich nun am rechten Seitenaltar ein Bildnis der Seligen, welche als Helene Kafka in dieser Kirche die Erstkommunion und das Sakrament der Firmung empfing.

## Orgel

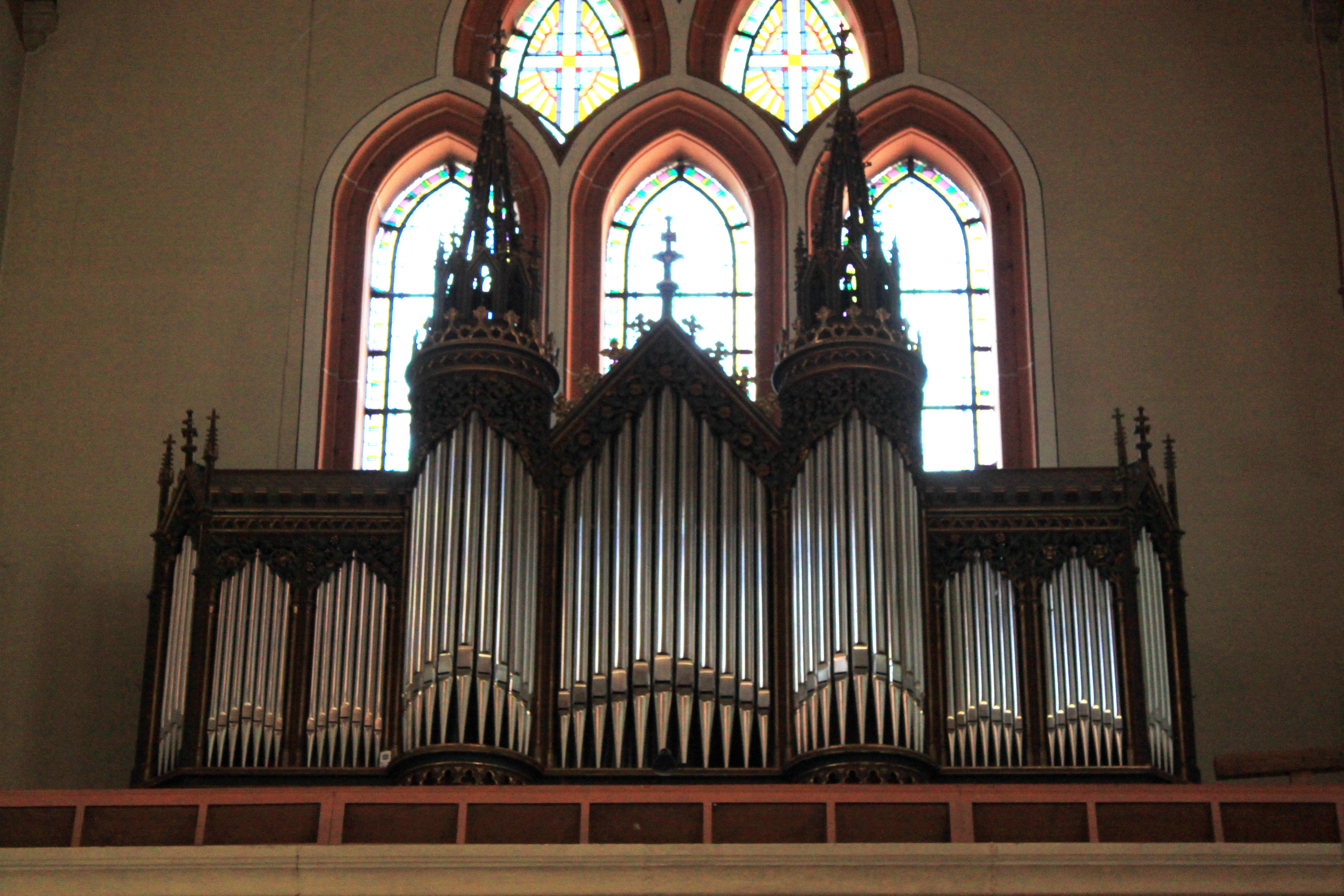
Orgelprospekt

Die Orgel der Brigittakirche, die über 21 Register auf zwei Manualen und Pedal verfügt, wurde von G. F. Steinmeyer & Co. für die Weltausstellung 1873 in Wien errichtet und danach nach St. Brigitta übertragen. Das Kegelladen-Instrument hat 21 Register auf zwei Manualen und Pedal. Die Spiel- und Registertrakturen sind mechanisch.
| I Hauptwerk C–f3 |                 |       |
| 1.               | Principal       | 8′    |
| 2.               | Gedeckt         | 8′    |
| 3.               | Viola da Gamba  | 8′    |
| 4.               | Octav           | 4′    |
| 5.               | Flauto traverse | 4′    |
| 6.               | Octav           | 2′    |
| 7.               | Mixtur          | 2 ⁄3′ |

| II Positiv C–f3 |                 |     |
| 8.              | Bourdon         | 16′ |
| 9.              | Trompete        | 8′  |
| 10.             | Geigenprincipal | 8′  |
| 11.             | Tibia           | 8′  |
| 12.             | Dolce           | 8′  |
| 13.             | Aeoline         | 8′  |
| 14.             | Fugara          | 4′  |
| 15.             | Flautino        | 2′  |
| 16.             | Zimbel III      |     |
|                 | Tremulant       |     |

| Pedalwerk C–f1 |          |     |
| 17.            | Subbaß   | 16′ |
| 18.            | Violon   | 16′ |
| 19.            | Octavbaß | 8′  |
| 20.            | Cello    | 8′  |
| 21.            | Posaune  | 16′ |

- Koppeln: II/I, I/P

## Glocken
Bei der Weltausstellung zu sehen waren die sechs Glocken der Brigittakirche, die 1873 in die Türme aufgezogen wurden.